# Joseph Van den Gheyn
Joseph Marie Martin Van den Gheyn (1854–1913) fue un jesuita bolandista belga y conservador jefe de la Biblioteca Real de Bélgica.

## Vida
Van den Gheyn nació en Gante el 24 de mayo de 1854, hijo de Edouard Van den Gheyn, profesor de química en la Universidad de Gante. Se educó en el colegio de Santa Bárbara de Gante e ingresó en el noviciado jesuita en Drongen el 27 de septiembre de 1871. Desarrolló un amplio abanico de intereses intelectuales y publicó artículos en numerosos campos relacionados con la lengua y la cultura. Fue ordenado sacerdote en 1886.
Su hermano fue el canónigo Gabriel Van den Gheyn, guardián del tesoro de la Catedral de San Bavón de Gante, que ocultó los paneles centrales de La adoración del Cordero Místico durante la Primera Guerra Mundial.
Joseph fue adscrito a los bolandistas en 1888 para investigar a los santos griegos y orientales, y enseñó un curso de sánscrito en el Instituto Católico de París. En 1896 fue nombrado conservador de manuscritos en la Biblioteca Real de Bélgica. Continuó contribuyendo a la labor de los bolandistas hasta 1905. Como conservador catalogó sistemáticamente y amplió considerablemente los fondos de manuscritos de la Biblioteca Real. Participó en la organización de la Exposición de primitivos flamencos de Brujas, y publicó ediciones de varios manuscritos iluminados medievales, entre ellos Le Bréviaire de Philippe le Bon (1909), las Cronicques et conquestes de Charlemaine (1909) de Jean le Tavernier, la Histoire de Charles Martel (1910) de Loyset Liédet, y dos libros de horas atribuidos a Jacques Coene (1911). En 1909 fue nombrado conservador jefe.
Van den Gheyn recibió un doctorado honoris causa de la Universidad Católica de Lovaina en 1911. Murió en Bruselas el 29 de enero de 1913, pocas semanas después de jubilarse.

## Publicaciones
- Cerbère: étude de mythologie comparée (1881)[5]
- Essais de mythologie et de philologie comparée (1885)[6]
- Catalogue des manuscrits de la Bibliothèque royale de Belgique, vols. 1–9 (Bruselas, 1901–1909).[7]
- La préhistoire en Belgique (1830-1905) (1905)[8]